# بورگوالد
بورگوالد (به آلمانی: Burgwald) یک شهر در آلمان است که در والدک-فرانکنبرگ واقع شده‌است. بورگوالد ۵٬۰۳۵ نفر جمعیت دارد.